# In My Head (album)
In My Head – dziewiąta płyta zespołu Black Flag wydana w październiku 1985 roku przez firmę SST Records.

## Lista utworów
LP:
1. Paralyzed – 2:39
2. The Crazy Girl – 2:46
3. Black Love – 2:42
4. White Hot – 4:59
5. In My Head – 4:30
6. Drinking and Driving – 3:16
7. Retired at 21 – 4:56
8. Society's Tease – 6:09
9. It's All Up to You – 5:14

Reedycja na CD:
1. Paralyzed – 2:39
2. The Crazy Girl – 2:46
3. Black Love – 2:42
4. White Hot – 4:59
5. In My Head – 4:30
6. Out of this World – 2:13
7. I Can See You – 3:22
8. Drinking and Driving – 3:16
9. Retired at 21 – 4:56
10. Society's Tease – 6:09
11. It's All Up to You – 5:14
12. You Let Me Down – 3:40

## Muzycy
- Henry Rollins – wokal
- Greg Ginn – gitara
- Kira Roessler – gitara basowa
- Bill Stevenson – perkusja